# Currys
Currys är en brittisk hemelektronikkedja med 547 butiker över hela England och Irland. Den ägs av DSG International Plc. Man omsatte år 2005/2006 1 985 miljoner pund.Currys Digital är företagets systerbolag för internethandel.